# Haematopota abacis
Haematopota abacis är en tvåvingeart som först beskrevs av Philip 1960.  Haematopota abacis ingår i släktet Haematopota och familjen bromsar. Inga underarter finns listade i Catalogue of Life.